# Direito das parturientes
Direitos das parturientes são normas que reconhecem e protegem a dignidade daquelas que estão em trabalho de parto ou que acabaram de dar à luz.
O momento do parto, é um acontecimento de caráter fisiológico em que determinadas situações, abusos de autoridade e poder geram situações de dor e sofrimento, provocando assim a violência obstétrica. Isso trata-se de uma infração aos direitos das parturientes, trazendo como consequência a perda da autonomia e decisão sobre o corpo da gestante. 

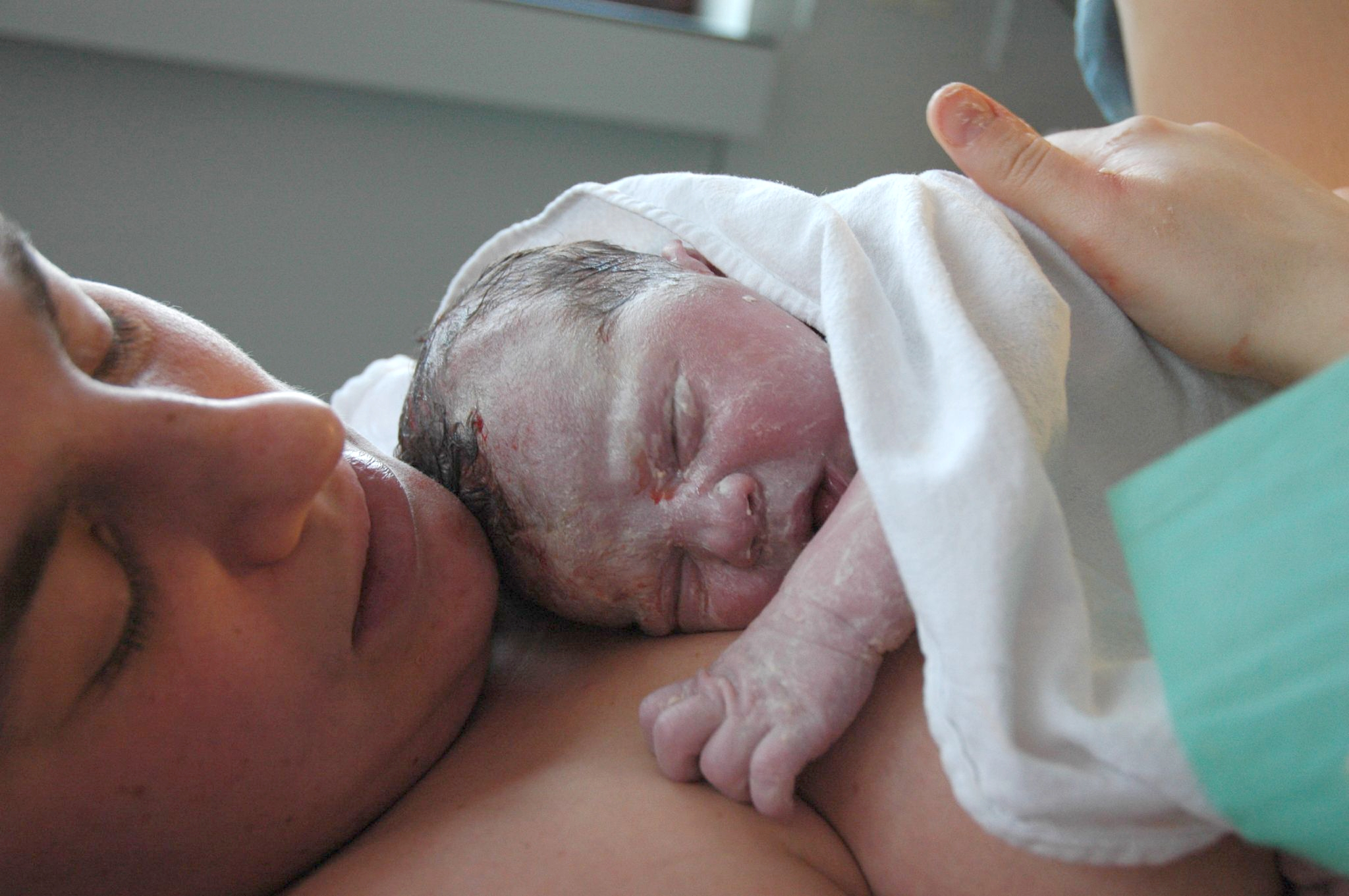
Recém-nascido no colo da parturiente.

Há diversas leis com o foco em acompanhar a gestante em seus diversos estágios da gravidez, para garantir sua integridade física, moral e dignidade enquanto ser humano. De acordo com a publicação Maternidade Segura, da Organização Mundial da Saúde (OMS), as parturientes estão protegidas por diversos direitos como: escolher estar acompanhada durante o processo de trabalho de parto; ter o parto realizado por alguém da sua escolha; ser informada pelos profissionais atuantes sobre os procedimentos que serão realizados com ela e o recém-nascido; escolher qual a melhor posição para si no momento em que for realizar a expulsão do bebê; receber líquidos e alimentos durante o trabalho de parto, porém, sem excessos; receber o bebê para amamentar imediatamente após o nascimento; ser chamada pelo nome e conhecer os profissionais que estarão atuando no momento, entre outros. 

## Jurisdição no Brasil
- Lei nº11.108/2005[3], ou conhecida como Lei do Acompanhante, a parturiente tem garantido o acompanhamento durante o pré-parto e pós-parto, tanto no sistema público quanto particular de saúde. Sendo essa escolha, do critério da grávida e deve ser respeitada. Respeito e direito à autonomia, sendo de todo usuário de serviços de saúde, tendo suas opiniões, escolhas e ações com bases em suas crenças e valores pessoais defendidos.

- Lei nº 9.263 de 1996[4], conhecida também como Lei do Planejamento Familiar, garante a assistência à concepção e contracepção, atendimento pré-natal, assistência ao parto, puerpério e ao neonatal, controle de infecções sexualmente transmissíveis, oferecidos com respeito, dignidade e sem qualquer tipo de discriminação. No SUS, mulheres parturientes tem direito a pelo menos seis consultas de acompanhamento pré-natal, sendo que, uma no primeiro trimestre, duas no segundo e três no terceiro trimestre de gestação.

- Lei nº 11.634, de 27 de dezembro de 2007[5] garante que toda gestante assistida pelo Sistema Único de Saúde (SUS), tem direito ao conhecimento e vinculação antecipada sobre a maternidade na qual será realizado o trabalho de parto e em que será atendida em casos de intercorrências pré-natal, sendo o vinculo com a maternidade sendo responsabilidade do SUS, no momento em que ocorre a inscrição da parturiente no programa de assistência pré-natal.

- Lei nº 9.029, de 13 de abril de 1995[6], proíbe qualquer forma de prática discriminatória e limitante de acesso à relação de trabalho ou manutenção, por motivos de sexo, origem, raça, cor, estado civil, deficiência, entre outros. Sendo considerado casos de discriminação a exigência de testes, exames, perícia, laudo, atestado, declaração ou qualquer documento relativo ao estado de gravidez. Proíbe a exigência de atestados de gravidez e esterilização, e outras práticas discriminatórias, para efeitos admissionais ou de permanência da relação jurídica de trabalho, e dá outras providências. Caso exerça função que possa comprometer sua saúde e/ou que receba adicional de insalubridade, a gestante tem direito a mudança de cargo sem alteração no salário e benefícios. E, quando retornar da licença-maternidade, deverá voltar à vaga que preenchia antes da gestação garantida. Caso a gestante seja demitida no início da gestação, ela terá 30 dias para avisar ao empregador do estado de gravidez e assim garantir a permanência no emprego.

- A Lei nº 6.202, de 17 de abril de 1975[7], garante que a estudante em estado de gestação poderá optar por manter seus estudos de maneira domiciliar a partir do oitavo mês e durante três meses. Sendo o início e fim do afastamento do ambiente escolar, definido por atestado médico a ser apresentado na direção da escola. Em casos excepcionais, com declaração médica, esse período pode ser prolongado.

No pós-parto, a mulher tem direito a licença-maternidade remunerada, que deve iniciar até 28 dias antes da Data Provável do Parto (DPP), e tem no mínimo 120 dias de duração, podendo ser estendida para até 180 dias. Caso esteja desempregada, seja empreendedora ou possua um emprego informal, a mulher também tem direito a receber o salário-maternidade pago pelo serviço de Previdência Social, que será calculado com base no salário da mulher dos últimos 6 meses antes de parir.
Caso algum desses direitos seja violado, é possível entrar em contato com a Central de Atendimento à Mulher, discando 180. O serviço notifica denúncias de violência contra a mulher.